# Martin Quast
Martin Quast (* 20. Mai 1968 in Mainz-Mombach) ist ein deutscher Sportjournalist.

## Leben
Während seines Studiums arbeitete Quast in der Sportredaktion des ZDF. Außerdem war er bei Radio RPR und der Mainzer Rhein-Zeitung tätig. Der Diplom-Sportwissenschaftler wechselte 1992 in die Redaktion der Sat.1-Sportsendung ran. Dort war er bis 2005 als Kommentator, Fieldreporter und Filmemacher beschäftigt. Zwischen 1999 und 2003 war er auch bei Premiere als Fieldreporter tätig. Seit 2001 arbeitet er bei Sport1, damals DSF, in der gleichen Funktion, wie damals bei ran.
Für Arena kommentierte und moderierte Quast während der Saison 2006/07. Er hat sich auf Fußball spezialisiert und berichtet überwiegend von deutschen Paarungen.
Von 2009 bis 2013 kommentierte Martin Quast Bundesligaspiele für Liga total.
Zudem war er bis 2019 als Moderator bei Sport 1 in der 2. Liga und der Regionalliga im Einsatz.
Seine vielen TV-Reportagen über Darmstadts krebskranken Edelfan Jonathan Heimes haben in den Jahren 2013 bis 2016 intensiv das Bekanntwerden von Heimes Charity-Aktion „DUMUSSTKÄMPFEN“ unterstützt. Gemeinsam mit Tennisprofi Andrea Petkovic unterstützt Martin Quast bis heute das Lebenswerk von Jonathan Heimes.
Seit 2015 ist Martin Quast als TV-Verantwortlicher für die U21 Teil des DFB-Betreuerteams von Horst Hrubesch (bis 2016) und Stefan Kuntz. Mit den Europameistertiteln 2017, 2021 sowie dem 2. EM-Platz 2019 und der Silbermedaille beim Fußballturnier der Olympischen Spiele in Rio 2016 hat er sehr erfolgreiche Augenblicke mit seinen TV-Reportagen begleitet.
Seit 2019 ist Martin Quast als Filmemacher für die Deutsche Fußball Liga DFL tätig.